# Alan McLaren
Pour les articles homonymes, voir McLaren.
Alan McLaren, né le 4 janvier 1971 à Édimbourg (Royaume-Uni), est un footballeur écossais, évoluant au poste de défenseur central. Au cours de sa carrière, il évolue à Heart of Midlothian et au Glasgow Rangers ainsi qu'en équipe d'Écosse.
McLaren ne marque aucun but lors de ses vingt-quatre sélections avec l'équipe d'Écosse entre 1992 et 1995. Il participe au Championnat d'Europe en 1992 avec l'équipe d'Écosse.

## Biographie

### En club
McLaren commence sa carrière avec Heart of Midlothian en 1987 et participe à plus de 180 matchs pour le club basé à Tynecastle. Il est transféré au Glasgow Rangers en 1994 dans un échange contre Dave McPherson et une contrepartie financière additionnelle de £2m. Il fait ses débuts contre les rivaux du Celtic Football Club lors d'un match du Old Firm soldé par une victoire 3–1 à Hampden Park.
Il est contraint d'abandonner le football professionnel en 1999, à l'âge de 28 ans, du fait d'une blessure. Sa dernière apparition sous le maillot des Glasgow Rangers de fait comme capitaine de l'équipe lors d'une victoire 1–0 contre Dundee United.
Le 2 mars 1999, Rangers joue un match pour son Jubilé contre le club anglais de Middlesbrough à Ibrox devant 49,468 spectateursrs. McLaren marque un penalty dans un match nul sur le score de 4–4.

### En équipe nationale
McLaren est sélectionné à 24 reprises for équipe d'Écosse entre 1992 et 1995 avec laquelle il participe au Championnat d'Europe 1992.

## Carrière
- 1987-1994 : Heart of Midlothian
- 1994-1999 : Glasgow Rangers  [2]

## Palmarès

### En équipe nationale
- 24 sélections et 0 but avec l'équipe d'Écosse entre 1992 et 1995

### Avec les Glasgow Rangers
- Vainqueur du Champion d'Écosse en 1995, 1996 et 1997
- Vainqueur de la Coupe d'Écosse en 1997
- Vainqueur de la Coupe de la Ligue d’Écosse en 1996